# Móricföld
Móricföld, 1894-ig Moritzfeld (románul: Măureni, 1965-ig Morițfeld, németül: Moritzfeld) falu Romániában, a Bánságban, Krassó-Szörény megyében.

## Fekvése
Boksánbányától 22 km-re nyugat–északnyugatra, 143 méteres tszf-i magasságban fekszik. Síkvidéki sakktáblás település.

## Nevének eredete
Nevét első, ideiglenes templomának védőszentjéről, Szent Móricról kapta. Későbbi kőtemploma Szent Márton tiszteletére épült. Hivatalos névadással keletkezett mai román nevében a német eredetű, nyelvjárási román maur ('kőműves') szó fedezhető fel.

## Története
1784 és 1786 között 200 német telepes család alapította. Lotaringiából, Elzászból, Luxemburgból, Baden-Württembergből, Bajorországból és a német nyelvterület más vidékeiről érkeztek. 1820 és 1823 között 123 cseh- és morvaországi német család csatlakozott hozzájuk. A faluban később rajna-frank típusú német nyelvjárást beszéltek.
1805-ben országos vásár tartására kapott jogot. 1828-ban 1366 lakosa volt. 6400 holdas határából 1570 holdat 1846-ban Wirkner Lajos vásárolta meg a kamarától. A birtok 1882-től Sebestyén Gézáé, a századfordulón Justh Józsefé volt. Temes vármegye Dettai járásához tartozott.
Jelentős volt kézműves ipara, 1851-ben iparosai külön egyletbe tömörültek. A 20. század elején sok legény választotta a borbélymesterséget; ekkor a környékbeliek szerint a móricföldiek már borotvával a kezükben jöttek a világra. 1941-ben hatvan kézműves műhely működött benne. 1859-től évente egy második, a 19. század végétől egy harmadik vásárt is tarthatott. Vásárai még az 1920-as években is több napi járóföldről vonzották a kereskedőket és a vásárlókat. Külterületét 1866-ban érte el a vasút. 1875-ben a község emeletes iskolaépületet emelt. Miután ugyanezen évben egy tűzvész 96 házat elemésztett és a következő években állatbetegségek és rossz termés sújtotta, a község nem volt képes tovább fizetni a tanítók bérét. Ezért 1885-ben az iskolát államosították, ettől kezdve magyar tannyelvvel működött. Talpraállásában segített, hogy 1883-ban a br. Lo Presti (Lopresthy) Árpád kivágatta a sosdiai határhoz tartozó erdeinek nagy részét, és az így keletkezett szántóföldeket a moritzfeldiek bérbe vehették.
1893-ban egy magyar nyelvű, állami óvodát is alapítottak benne. 1887-ben a temesvári Magyar Nyelvet Terjesztő Egyesület kezdeményezésére gyermekmenhelyet létesítettek a faluban. Moritz Herzog 1883-ban szikvízgyárat alapított. 1893-ban megalakult az Erste Moritzfelder Bank,  1895-ben a Moritzfelder Sparkassa, 1900-ban gyógyszertára nyílt. Fogadója már a 18. század vége óta működött, ezt 1907-ben Kaspar Fisch vásárolta meg, majd tánc- és olvasóteremmel, tekepályával bővítette. 1892-től egy másik fogadó is működött a településen.
1925 és 1933 között, az első romániai földreform után a felosztott Justh-birtokra 23 román család költözött be, kettő kivételével a Szeben megyei Porcsesdről. 1945-ben 205 sváb lakosát a Szovjetunióba deportálták, közülük 76 személy veszett oda. Ugyanekkor kb. 300 román telepes költözött be a Kvadriláterből és Besszarábiából. 1965 körül újabb telepes falurész jött létre a falu délnyugati peremén. Az újabb beköltözők Máramaros, Beszterce-Naszód, Szilágy megyéből, Moldvából és Olténiából érkeztek. Ezzel párhuzamosan, az 1960-as évek közepétől a móricföldi németek főként Baden-Württembergben és Bajorországban telepedtek le. 1979-ben Donaueschingenben rendezték meg az elszármazottak első falutalálkozóját. 1989-ben megszűnt a faluban a német iskolai tagozat. 1990 és 1992 között elhagyta maradék német lakosságának zöme is, mintegy háromszáz fő.

## Lakossága
1900-ban 2529 lakosából 2362 volt német, 116 magyar és 31 cseh anyanyelvű; 2480 római katolikus vallású. 65%-uk tudott írni–olvasni, a nem magyar anyanyelvűek 11%-a beszélt magyarul.

2002-ben 1731-en lakták, közülük 1618 román, 66 német és 36 magyar nemzetiségű; 1400 ortodox, 158 pünkösdista és 140 római katolikus vallású.

## Látnivalók
- A falu római katolikus 1819-ben épült. Oltárképe a béna leányt meggyógyító Szent Mártont ábrázolja. Tornya 1875-ben leégett. Ekkor egy alacsony, tömzsi toronnyal helyettesítették, majd 1927-ben emelték mai tornyát.
- Áll még az 1875-ben épült iskolaépület is.
- Pacha Ágoston emléktábláját a szülőház lebontása után a templomban helyezték el.

## Gazdaság
A faluban olasz tulajdonú ruhagyár működik.

## Híres emberek
- Itt született 1870-ben Pacha Ágoston temesvári római katolikus püspök.
- 1848-ban a Justh-kúriában lakott két napig Rózsa Sándor.